# Erik Ronnes
Henricus Antonius Gerardus (Erik) Ronnes (Boxmeer, 6 november 1967) is een Nederlands politicus en bestuurder. Hij is lid van het CDA. Sinds 1 september 2024 is hij waarnemend burgemeester van Loon op Zand. 

## Levensloop

### Opleiding en loopbaan
Ronnes, getogen te Vortum-Mullem, volgde de mavo in Stevensbeek en heeft daarna een logistieke opleiding gevolgd in Venlo. Van 1991 tot april 2010 was hij werkzaam bij multinational Xerox. Binnen Xerox ontwikkelde hij zich als specialist op het terrein van Europese douanewetgeving. Vanaf 2000 vervulde hij diverse managementfuncties op het gebied van informatietechnologie en financiën. 

### Boxmeer
Naast zijn functie bij Xerox was Ronnes twaalf jaar raadslid in de gemeente Boxmeer, waarvan de laatste acht jaar als fractievoorzitter. Van april 2010 tot mei 2015 was hij wethouder (onder andere verantwoordelijk voor de portefeuilles financiën, economische zaken, ruimtelijke ordening en volkshuisvesting) en per juni 2013 tevens locoburgemeester. Op 20 mei 2010 werd Ronnes Lid in de Orde van Oranje-Nassau. Na zijn vertrek als lid van de Tweede Kamer werd hij op 29 oktober 2020 bevorderd tot Ridder in de Orde van Oranje-Nassau.
Via zijn vader kwam Ronnes in aanraking met politiek. Zijn vader Jan Ronnes was jarenlang actief in lokale en provinciale politiek, onder meer als raadslid, wethouder, statenlid en locoburgemeester van Vierlingsbeek. 

### Tweede Kamer
Ronnes stond in 2012 op plek 14 voor de Tweede Kamerverkiezingen toen hij op 30 juni dat jaar tijdens het partijcongres op de concept-kandidatenlijst steeg van plek 24. Het CDA behaalde 13 zetels. Na het aftreden van Sander de Rouwe als Kamerlid was hij de eerste opvolger en werd op 20 mei 2015 geïnstalleerd. Een dag na zijn beëdiging, op 21 mei 2015, hield hij zijn maidenspeech in het debat "Chaos rond energielabels". Namens de CDA-fractie was hij woordvoerder op het terrein van ruimtelijke ordening, wonen en financiën.
Bij de Tweede Kamerverkiezingen 2017 werd Ronnes opnieuw herkozen als Kamerlid. Ook was hij lid van het Benelux-parlement. Hij stond op plek 17 op de kandidatenlijst. Ronnes was in 2018 formateur voor het samenstellen van een nieuwe coalitie van CDA, SP en VVD in de gemeente Gennep.

### Noord-Brabant
Op 15 mei 2020 is Ronnes namens het CDA als gedeputeerde Ruimte en Wonen toegetreden tot de Gedeputeerde Staten van Noord-Brabant en verliet op 20 mei 2020 de Tweede Kamer. Bij de Provinciale Statenverkiezingen 2023 was Ronnes CDA-lijsttrekker en werd hij Statenlid. Van maart tot mei dat jaar was hij ook fractievoorzitter. Op 8 september dat jaar nam hij afscheid als gedeputeerde. Op 29 september dat jaar werd hij opgevolgd door Kees de heer als lid van de Provinciale Staten van Noord-Brabant.

### Waarnemend burgemeester
Met ingang van 1 oktober 2023 werd Ronnes waarnemend burgemeester van de gemeente Sint-Michielsgestel, nadat Han Looijen had besloten per die datum te stoppen als burgemeester van die gemeente. Op 7 mei 2024 werd Eiko Smid burgemeester van Sint-Michielsgestel.
Met ingang van 1 september 2024 werd Ronnes benoemd tot waarnemend burgemeester van Loon op Zand, nadat Hanne van Aart per die datum besloot te stoppen als burgemeester van die gemeente.

## Persoonlijk
Ronnes is getrouwd en heeft een zoon en een dochter.
- Parlement.com: vj0ua1ddbavk